# Проскурин, Владимир Григорьевич
Владимир Григорьевич Проскурин (24 января 1945, Воронеж — 19 июля 2020) — советский футболист, нападающий. Мастер спорта СССР (1968).

## Биография
Воспитанник ФШ «Труд» Воронеж (с 1960 года). Выступления в командах мастеров начал в 1963 году в классе «Б» в составе клуба «Энергия», затем играл за «Труд». Как студент Воронежского педагогического института имел бронь от призыва в армию (окончил ВУЗ в 1968 году), но в 1969 году по собственной инициативе перешёл в ростовский СКА. До этого имел приглашения из других команд высшей группы — ленинградского «Зенита» и куйбышевских «Крыльев Советов», однако отказал им, не будучи уверенным в собственной способности выступать на высшем уровне.
В 1969 году, забив в чемпионате 16 мячей, стал, совместно с Николаем Осяниным и Джемалом Херхадзе, лучшим бомбардиром, однако приз «Лучшему бомбардиру» от газеты «Труд», так же, как и Херхадзе, не получил, поскольку, по мнению журналиста газеты «Футбол — Хоккей» Геннадия Радчука, футболисты забили по 3 гола в последнем матче в результате сговора. Слова Проскурина:
В футболе случается всякое. Могу говорить только о себе. Тот матч судил известный и уважаемый арбитр Валентин Липатов, он не даст соврать. Мои голы получились все красавцы: один — «ножницами» через себя, другой — со штрафного через «стенку»… Такие понарошку не забиваются.
Весной 1970 года Проскурин получил приглашение перейти в «Торпедо». Рассчитывая получить в Ростове квартиру, от перехода отказался. В августе, так и не получив квартиру, принял приглашение Николая Старостина и перешёл в московский «Спартак». Сыграл в составе команды только 7 матчей в чемпионате. Также провёл 1 игру на Кубок европейских чемпионов против швейцарского «Базеля». Вернувшись на выходные в Воронеж, поскользнулся в бане и распорол себе ногу. В команде решили, что травма была обусловлена нетрезвым состоянием Проскурина, в результате чего он ушёл из «Спартака».
Залечив травму, Проскурин вернулся в «Труд», где играл до 1978 года, хотя приглашался в «Локомотив», «Зенит», донецкий «Шахтёр», луганскую «Зарю». Всего в командах мастеров забил 242 гола.
После завершения футбольной карьеры работал тренером (1980 — май 1981) и главным тренером (июнь — декабрь 1981) «Факела», главным тренером «Стрелы» Воронеж (1982—1983).
В 1984—1991 годах — старший тренер СПТУ-10 Воронежского облсовета общества «Трудовые резервы» и председатель Федерации футбола Воронежа (в 1991 году, с июля).
В декабре 1991 — июне 1994 — главный тренер «Иргиза» Балаково.
С 1996 года — исполнительный директор Воронежского региона межрегионального объединения «Черноземье», с 1997 года — вице-президент межрегионального объединения «Черноземье». Работал инспектором матчей.
Проводится ежегодный областной юношеский турнир на призы В. Г. Проскурина. Его имя носит футбольная академия воронежского «Факела».
Умер 19 июля 2020 года после продолжительной болезни. Похоронен на Юго-Западном кладбище Воронежа.

## Достижения
- Бронзовый призёр чемпионата СССР: 1970
- Финалист Кубка СССР: 1969